# Казе Чачи - Билели (Трапани)
Казе Чачи - Билели је насеље у Италији у округу Трапани, региону Сицилија.
Према процени из 2011. у насељу је живело 41 становника. Насеље се налази на надморској висини од 31 м.